# عزيم سوراني
عزيم سوراني CBE FRS FMedSci (مواليد 1945 في كيزيمو، كينيا) هو عالم أحياء نمائي كيني-بريطاني، وكان أستاذ مارشال-والتون في مؤسسة ويلكو/معهد غوردون لأبحاث السرطان في المملكة المتحدة بجامعة كامبريدج منذ عام 1992، ومدير أبحاث الخط الجنسي وعلم ما فوق الجينوم منذ عام 2013.

## تعليم
حصل سوراني على البكالوريوس في جامعة بليموث،[متى؟] ثم على الماجستير من جامعة ستراثكلايد، فالدكتوراه من جامعة كامبريدج، حيث أشرف على أطروحته روبرت إدواردز، الذي فاز فيما بعد بجائزة نوبل في الطب أو علم وظائف الأعضاء.

## الوظيفة والبحث
شارك سوراني في اكتشاف النسخ الجيني للثدييات مع دافور سولتر في عام 1984، وبعد ذلك قاما بفحص آليتها ووظائف الجينات المطبوعة. أسس لاحقًا الأساس الجيني لمواصفات الخلية الجرثومية، باستخدام تحليل الخلية الواحدة في الفئران. تبدأ هذه الشبكة الجينية أيضًا عملية إعادة الضبط الفريدة لجينوم السلالة الجرثومية، بما في ذلك المحو الشامل لمثيلة الحمض النووي الريبوزي المنقوص الأكسجين من أجل إعادة تأسيس الفعالية الجينومية الكاملة. تؤدي التعديلات اللاجينية وإعادة إنشاء البصمات إلى توليد اختلافات وظيفية بين الجينومات الأبوية بينما تساهم البصمات الشاذة في الإصابة بالأمراض البشرية.
يعمل بحث سوراني على تحديد المنظمات الرئيسية لتطور الخط الجرثومي البشري وإعادة برمجة اللاجينوم، مما يكشف عن الاختلافات بين البشر والفئران التي تعزى إلى حالاتهم المتباينة متعددة القدرات والتطور المبكر بعد الزرع. وهو يقوم أيضًا بالتحقيق في العناصر القابلة للنقل، وآليات الدفاع المضيف، والحمض النووي الريبوزي غير المشفر، وإمكانية الميراث اللاجيني عبر الأجيال في الثدييات.

## الجوائز والتكريم
حصل سوراني على العديد من الجوائز عن أعماله، بما في ذلك الوسام الملكي (2010)، وسام جابور (2001)، ومحاضرات مندل (2010).[بحاجة لمصدر] حصل على جائزة كندا غيردنر الدولية، مع دافور سولتر، "لاكتشاف البصمة الجينية للثدييات التي تسبب التعبير الجيني المحدد للوالد الأصلي وعواقبه على التطور والمرض. حصل على جائزة روزنستيل في عام 2006، مع سولتر وماري ليون، عن "العمل الرائد في تنظيم الجينات اللاجينية في أجنة الثدييات".